# Mtwara (MC)
Mtwara (MC) (auch Mtwara Mikindani oder Mtwara Mjini genannt) ist ein Distrikt der tansanischen Region Mtwara. Er umfasst die beiden Zentren Mtwara und Mikindani und das umliegende Land. Im Nordosten grenzt der Distrikt an den Indischen Ozean, ansonst ist Mtwara (MC) vom Distrikt Mtwara umschlossen.

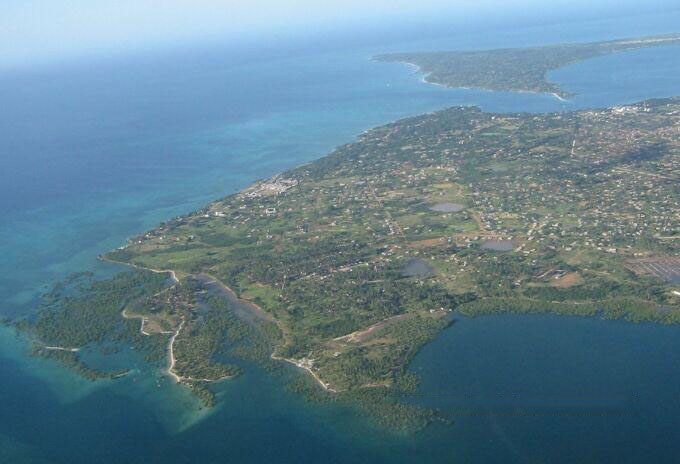
Luftbild von Mtwara.

## Geographie
Mtwara (MC) hat eine Fläche von 163 Quadratkilometern und 146.772 Einwohner (Volkszählung 2022). Der Küstenstreifen liegt in einer geschützten Bucht des Indischen Ozeans, nach Südwesten steigt das Land auf über 100 Meter Seehöhe an.
In Mtwara herrscht tropisches Klima, Aw nach der effektiven Klimaklassifikation. Im Jahresdurchschnitt fallen knapp 1000 Millimeter Regen, der größte Teil davon in den Monaten Dezember bis April. Die Monate Juni bis September sind sehr trocken. Die Durchschnittstemperatur schwankt nur wenig von 24,3 Grad Celsius im Juli bis 27 Grad im Dezember.

Der alte Sklavenmarkt in Mikindani, heute eine Kirche.

## Geschichte
Die ersten Besucher der Gegend waren Araber, die sich bei Mikindani niederließen. Mikinda bedeutet „kleine Kokospalme“. Die Araber brachten den Islam mit und handelten mit Sklaven, Elfenbein und Edelmetallen, bauten aber auch Kokospalmen an. Für diese Arbeit wurden meist Sklaven eingesetzt. Der Großteil der Ankommenden waren Männer, die sich dann Einheimische zur Frau nahmen. Im Jahr 1948 wurde der Hafen von Mikindani nach Mtwara verlegt, 2006 erhielt Mtwara den Status eines Stadt-Distrikts (Municipal Council, MC).

## Verwaltungsgliederung
Der Distrikt besteht aus dem Wahlkreis (Jimbo) Mtwara Mjini und 18 Bezirken (Kata):
- Majengo
- Chikongola
- Likombe
- Reli
- Shangani
- Vigaeni
- Chuno
- Jangwani
- Kisungule
- Mitengo
- Mtonya
- Ufukoni
- Magengeni
- Rahaleo
- Naliendele
- Magomeni
- Mtawanya
- Tandika

## Bevölkerung
Etwa drei Viertel der Bevölkerung gehören zur Ethnie der Wamakonde, weitere Ethnien sind Wayao und Wamakua.
Die Anzahl der Einwohner stieg von der Volkszählung 2002 bis 2012 um durchschnittlich 1,6 Prozent im Jahr:
| Jahr      | 1988 Zählung | 2002 Zählung | 2012 Zählung | 2016 Hochrechnung | 2022 Zählung |
| --------- | ------------ | ------------ | ------------ | ----------------- | ------------ |
| Einwohner | 76.686       | 92.156       | 108.299      | 113.732           | 146.772      |

## Einrichtungen und Dienstleistungen
- Bildung: Im Distrikt befinden sich 35 Grundschulen und 21 weiterführende Schulen.[1]
- Gesundheit: Im Herbst 2021 eröffnete ein neues Krankenhaus, das seine Dienste für die Bewohner der Regionen Mtwara, Ruvuma, Lindi und die Nachbarländer Komoren und Mosambik anbietet.[8]

## Wirtschaft und Infrastruktur

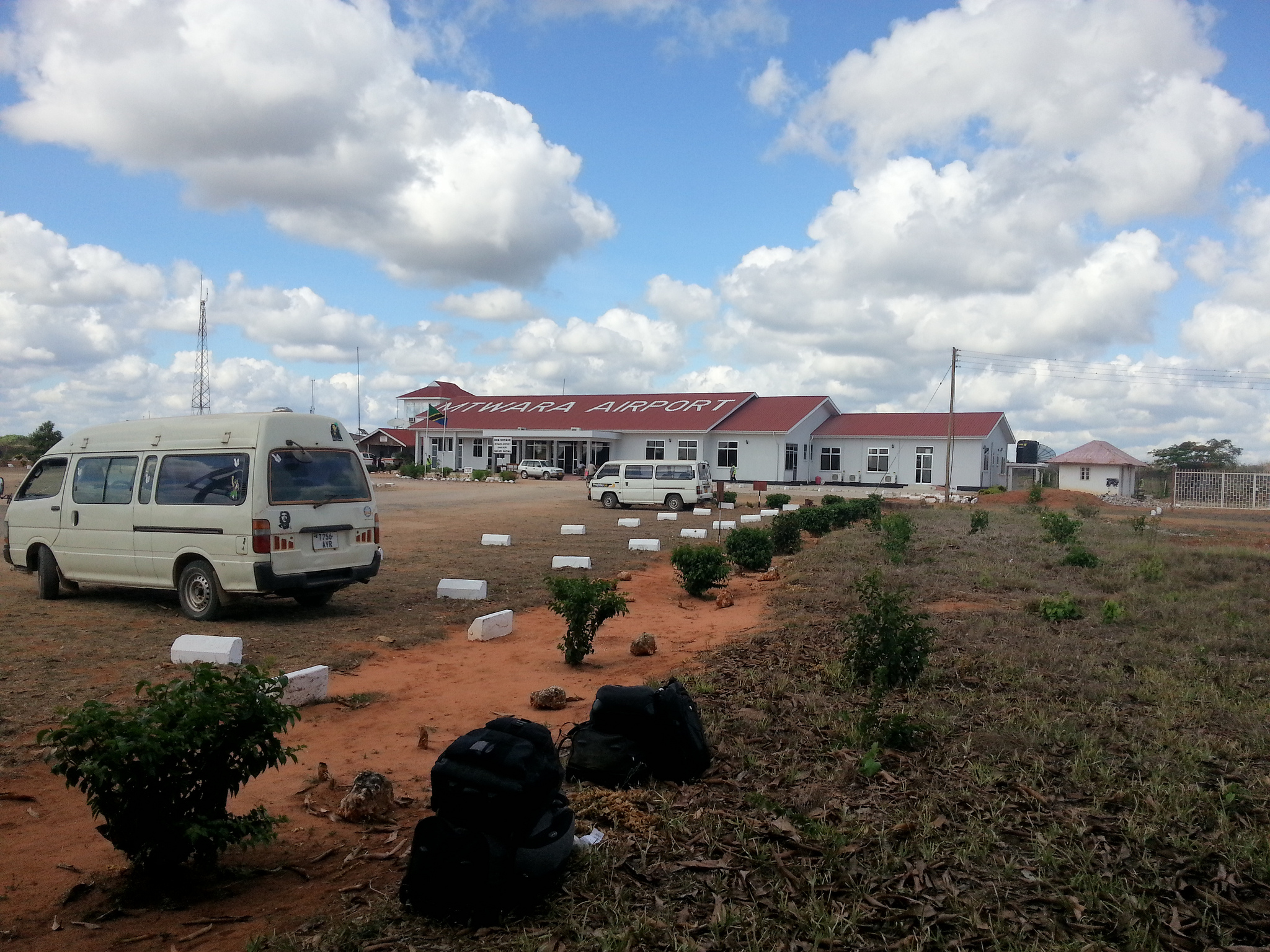
Flughafen Mtwara

Rund 70 Prozent der Bevölkerung leben von der Landwirtschaft, daneben gibt es Fischfang und Kleinindustrien.
- Landwirtschaft: Die durchschnittliche Betriebsgröße liegt bei 1,5 Hektar. Für den Eigenbedarf werden Maniok, Hirse und Sorghum angebaut, Mais hat erst in letzter Zeit an Popularität gewonnen. Als Zusatzeinkommen werden Cashew-Nüsse verkauft, Nutztiere werden nur wenige gehalten.[9]
- Bergbau: Entlang der Küste wird Kalkstein für den Hausbau abgebaut.[9]
- Fremdenverkehr: Durch die Lage im äußersten Süden von Tanzania wird Mtwara wenig von Touristen besucht, obwohl Mikindani eine sehenswerte Altstadt hat und die nahe gelegene Mnazi-Bucht einen schönen Strand und Tauchmöglichkeiten bietet.
- Hafen: Der Hafen wird von Tanzania Ports Authority (TPA) verwaltet. Die Kaimauer hat eine Länge von 385 Metern, es können Schiffe mit einem Tiefgang von bis zu 9,85 Metern anlegen.[10] Im Jahr 2016/17 wurden 378.000 Tonnen Waren und 30.000 Container umgeschlagen.[11]
- Flughafen: Der Flughafen Mtwara hat zwei Landebahnen. Die längere ist 2259 Meter lang und 30 Meter breit.[12]
- Straße: Von Mtwara führt eine asphaltierte Nationalstraße nach Westen nach Songea. Von dieser zweigt die ebenfalls asphaltierte Nationalstraße nach Daressalam im Norden ab.[13]